# Sachsenwald
Forstgutsbezirk Sachsenwald, Sachsenwald – obszar wolny administracyjnie (gemeindefreies Gebiet) w Niemczech w kraju związkowym Szlezwik-Holsztyn, w powiecie Herzogtum Lauenburg, wchodzi w skład urzędu Hohe Elbgeest.
Jest największym kompleksem leśnym kraju związkowego, teren jest niezamieszkany.